# Serra Gaúcha
Serra Gaúcha, The Gaucho Highlands, er den bjergrige region i den nordøstlige del af staten Rio Grande do Sul i det sydlige Brasilien.